# Wundanyi
Wundanyi – miasto w Kenii, w hrabstwie Taita-Taveta. W 2010 liczyło 13 859 mieszkańców.